# Мишић горњи констриктор ждрела
Мишић горњи констриктор ждрела (лат. musculus constrictor pharyngis superior) је парни мишић главе, који припада површинској мускулатури ждрела и представља њен најтањи и најдубље позиционирани мишић. Састоји се из попречних и косих влакана, чији доњи део прекрива средњи констриктор ждрела.
Мишић се припаја дуж горњег дела фиброзне ждрелне преграде, која раздваја десне од левих мишића. Одатле се пружа хоризонтално унапред и причвршћује на птеригоидном наставку клинасте кости, криласто-виличној вези, милохиоидној линији доње вилице и на задњој ивици фиброзног скелета језика.
С обзиром на горње (предње) припоје, мишић се дели на четири снопа: птеригофарингеални (лат. pars pterygopharyngea), букофарингеални (лат. pars buccopharyngea), милофарингеални (лат. pars mylopharyngea) и глософарингеални (лат. pars glossopharyngea).
Инервисан је од гранчица тзв. ждрелног сплета, у чијој изградњи учествују језично-ждрелни живац, живац луталац и вратни симпатикус. Основна улога мишића је сужавање пречника ждрелне шупљине и формирање мишићно-слузокожне преграде између усног и носног дела ждрела током акта гутања. Наиме, горњи констриктор ждрела образује тзв. Пасавантово испупчење које током гутања додирује задњу ивицу меког непца и спречава доспевање течности и хране у носну дупљу.
Мишић горњи констриктор ждрела не доспева својом горњом ивицом до базе лобање, већ се између њих налази полумесечасти простор (синус) испуњен фарингобазиларном фасцијом.